# Alpesi denevér
Az alpesi denevér vagy alpesi törpedenevér (Hypsugo savii vagy Pipistrellus savii) az emlősök (Mammalia) osztályának a denevérek (Chiroptera) rendjébe, ezen belül a kis denevérek (Microchiroptera) alrendjébe és a simaorrú denevérek (Vespertilionidae) családjába tartozó faj.
A Hypsugo emlősnem típusfaja.

## Előfordulása
Eurázsia területén honos. Magashegységekben 2600 méterig, a Földközi-tenger térség középhegységeiben él, a síkvidékeket kerüli.

## Alfajai
- Hypsugo savii austenianus (Dobson, 1871)
- Hypsugo savii caucasicus (Satunin, 1901)
- Hypsugo savii ochromixtus (Cabrera, 1904)
- Hypsugo savii savii (Bonaparte, 1837)

## Megjelenése
Az alpesi denevér feje és teste együtt 4,3 - 4,8 centiméter, farka 3,4 - 3,9 centiméter, magassága 0,6 - 0,7 centiméter, alkarja 3,1 - 3,8 centiméter hosszú, súlya 8 gramm. Füle és fülfedője rövid és széles. Az utolsó farkcsigolya és az utolsó előttinek egy része szabadon kiáll a vitorlából. Állán feltűnően világos szőrök vannak, melyek az egyébként sötét bundával és a fekete arcorral erős kontrasztot alkotnak.

## Életmódja
Leginkább erdők szélén keresi táplálékát, és faodúkban, öreg kunyhókban vagy sziklaüregekben tanyázik. Nyáron kis csapatokba verődik, télen magányosan alszik. Szárnya alvás közben a test oldala mellé simul. Sehol se gyakori.
Sötétedés után repül ki, egész éjszaka vadászik, főleg lepkékre, hártyásszárnyúakra, kétszárnyúakra, néha bogarakra, magasan a fák, épületek, vizek felett.